# Кургінян Сергій Ервандович
Сергій Ервандович Кургінян(14 листопада 1949, Москва, СРСР) — радянський і російський ультраконсервативний політолог, громадський і політичний діяч, театральний режисер і лідер «ліво-патріотичного» руху «Суть Часу». Він є прибічником тоталітарної влади в Російській Федерації й агітує за відродження СРСР ставлячи Росію на чолі цього процесу. Був співочильником політичного ток-шоу «Історичний процес» на телеканалі «Росія».

## Біографія
Народився в московській сім'ї вчених. Батько — Ерванд Амаяковіч Кургінян (1914—1996), був професором з новітньої історії і фахівцем по Близькому Сходу. Мати — Марія Сергіївна Бекман (1922—1989) була старшим науковим співробітником відділу теорії літератури Інституту світової літератури імені Горького, фахівцем з Т. Манну, автором ряду монографій. Дід по лінії матері був білим офіцером, перейшов до червоних, розстріляний 02.11.1938 року.

### Радянський період
Випускник Московського геологорозвідувального інституту за спеціальністю «геофізика» (1972 рік). Закінчив Театральне училище ім. Б. Щукина (1983) за спеціальністю «режисура драми». Кандидат фізико-математичних наук, науковий співробітник Інституту океанології АН СРСР (1974—1980). До 1986 року числився старшим науковим співробітником в лабораторії прикладної кібернетики Московського геологорозвідувального інституту.
Кургінян був членом комісії з нових театральних форм Союзу театральних діячів РСФСР та ініціатором соціально-економічного експерименту «Театр-студія на колективному підряді». Створена Кургіняном ще в студентські роки (1967) театр-студія в 1986 році разом зі студіями М. Розовського, «На Південно-Заході», «Людина» та іншими взяла участь в експерименті «Театр на колективному підряді». За результатами експерименту театр отримав статус державного (театр «На дошках»). Театр Кургіняна сповідує філософський і метафізичний підхід до явищ сучасності.
З 80-х років паралельно з театральною діяльністю займається аналізом політичного процесу. У листопаді 1987 виконком Мосради своїм рішенням N 2622 створив «Експериментальний творчий центр» на базі театру-студії «На дошках» і надав йому комплекс приміщень по Вспольному пров. м. Москви, відкривши фінансування на їх реконструкцію. У січні 1989 року Кургінян очолив створену Мосміськвиконкомом на базі театру організацію нового типу — «Експериментальний Творчий Центр». Неодноразово виїжджав в «гарячі точки» за дорученням ЦК КПРС (потім — керівництва Верховної Ради РРФСР) для проведення незалежної експертизи.
Після неуспішних спроб запропонувати свої послуги секретарю ЦК КПРС Олександру Яковлєву (1987), Голові Президії Верховної Ради РРФСР Віталію Воротнікову та голові КДБ СРСР Віктору Чебрікову (1988) Кургінян був наближений другим (потім першим) секретарем МГК КПРС Юрієм Прокоф'євим та введений до кіл Радміну СРСР і ЦК КПРС. У вересні 1990 року на мозковому штурмі в Радміні Кургінян пропонував провести жорсткі конфіскаційні заходи та масові репресії проти «ділків тіньової економіки», викликавши зауваження віце-прем'єра Леоніда Абалкіна: «Це ми вже проходили в 1937 році». Підтримує в той період тісні зв'язки з групою «Союз».

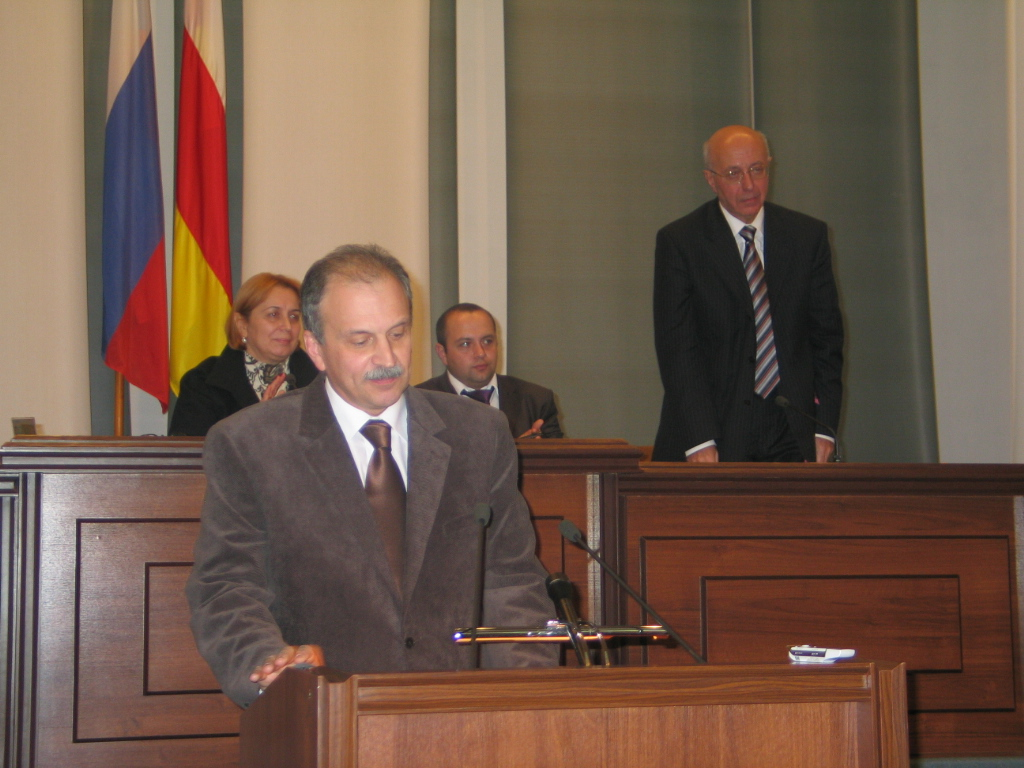
Сергій Кургінян (на задньому плані) на форумі «Кавказ сьогодні і завтра: відкритий діалог молоді»

У 1990 Кургінян балотувався в народні депутати РРФСР (по Чертанівському територіальному округу N 58 м. Москви). Передвиборча програма кандидата Кургіняна пропонувала стратегію національного порятунку Росії, здатну запобігти розпаду російської економіки, суспільства, держави. Як відповідь на питання, звідки взяти гроші на реалізацію даної програми, в агітаційних матеріалах кандидата Кургіняна вказувалося, що Росія щороку втрачає величезні грошові кошти за рахунок несправедливого розподілу між союзними республіками СРСР, на довгобуді і союзних «проектах століття» тощо. Росіянам пропонувалося взяти приклад з японців і «скупо і обачливо» вкласти всі вивільнені кошти в програму національного порятунку Росії.
У 1991 Кургінян відмовився стати радником Горбачова через розбіжності в поглядах на шляхи виведення компартії і країни з тупика. Ідею Кургіняна про опору на інтелектуальний шар (насамперед, науково-технічну інтелігенцію) для взяття країною модернізаційного бар'єру підтримував Ю. Прокоф'єв, секретар МГК КПРС. У центрі Москви Кургіняну, що об'єднав в Експериментальний творчий центр ряд організацій і лабораторій з розробками проривного характеру, було надано декілька будинків.

### Російський період
У 1993 році став радником Р. Хасбулатова, в ході жовтневих подій 1993 року перебував у будівлі Верховної Ради. Був розробником сценарію поведінки опозиційних сил, альтернативного тому, який був реалізований 3 жовтня («похід на Останкіно»). На його думку, план походу на Останкіно був провокаційний. Кілька разів зривав провокації, що організовувались в середовищі «белодомовцев» (так званий «бунт Соколова» і т. д.), категорично заперечував проти інкорпорації в середовище білодомівцев баркашовців та інших провокаційних елементів. Вів політичний діалог та інформаційну кампанію на користь Верховної Ради. 30 вересня перебувавша всередині будівлі Верховної Ради «партія» прихильників походу на Останкіно домоглася видворення Кургіняна як свого небезпечного противника. В цей же день Кургінян звернувся до всіх прихильників Верховної Ради з попередженням про підготовку провокації. Попередження було передано по каналах існуючої на той момент інформаційної системи «Кільце», також з'явилося на стрічках офіційних інформагентств (повний текст в журналі «Росія-XXI», № 8, 1993).
У 1996 запропонував представникам великого бізнесу об'єднатися і стати на конструктивну продержавну позицію. Результатом цього став відомий «Лист тринадцяти».
За власними словами, брав участь у відстороненні генерала О. І. Лебедя з посади секретаря Ради безпеки Російської Федерації.
У 2007 перед виборами президента Росії висловив думку, що «сам принцип президентської влади в Росії — понад фундаментально конституційний, ніж принцип, в якому йдеться про два терміни президентства», а також висловив побоювання, що «якщо Путін спробує зрушити з президентського поста хоча б на міліметр, він розвалить систему».
З липня по грудень 2010 був співведучим телепрограми «Суд часу».
У 2011 році після з'їзду партії Єдина Росія, коментуючи висунення Д. Медведєвим В. Путіна як кандидата на пост Президента Росії, Кургінян сказав, що «процес, який хотіли повернути в бік повернення до радикального лібералізму, в цю сторону не повернувся», а також, що «з десталінізацією радикального лібералізму, поверненням до вже мертвих міфологем і типів соціального та іншого культурного буття, — з цим усім покінчено на найближчий час». Звертаючись до своїх прихильників, Кургінян також підкреслив, що цього не сталося завдяки «у тому числі і нашим скромним зусиллям».
Автор і ведучий «антишоу» програми «Суть часу», що публікується з лютого 2011 на відео-хостингу Vimeo, сайті Експериментального творчого центру та сайті віртуального клубу «Суть часу». У передачі, серед іншого, стверджує думку про месіанську роль Росії в сучасному світі.
З серпня 2011 року — співведучий (разом з Миколою Сванідзе) проекту «Історичний процес» на телеканалі «Росія».

### Співпраця з ДНР та ЛНР
Підтримував, в тому числі і фінансово ЛНР та ДНР.
Бійцями ДНР був охарактеризований як провокатор.

## Сім'я
Дружина — Марія Маміконян, однокурсниця Сергія по геологорозвідувальному інституту, актриса театру «На дошках», політичний публіцист, співробітник наукового центру Кургіняна.
Дочка — Ірина, кандидат історичних наук, співробітник наукового центру Кургіняна.
Має онуку.

## Переконання, погляди
З повагою ставиться до Леніна і шкодує, що не вдалося врятувати СРСР. За його словами, відчуває особисту провину за розвал СРСР.
Заявляв, що Росія «можливо, є останнім дійсно живим народом білої раси».

## Творчість
Є головним редактором вихідного з 1992 року науково-публіцистичного журналу «Росія-XXI» та альманаху «Школа цілісного аналізу» (з 1998 року). Керує інтелектуально-дискусійним клубом «Змістовна єдність». Займається аналізом політичних процесів в Росії та світі, посткапіталістичних ідеологій, політичною філософією і стратегією прийняття рішень.

## Публікації
- Поле ответного действия [Архівовано 13 березня 2012 у Wayback Machine.]
- Русский вопрос [Архівовано 13 березня 2012 у Wayback Machine.]
- Постперестройка [Архівовано 13 березня 2012 у Wayback Machine.] - М.: Политиздат, 1990. - 93 с. ISBN 5-250-01463-1
- Седьмой сценарий [Архівовано 13 березня 2012 у Wayback Machine.]
- Lessons of bloody October
- Россия: власть и оппозиция
- Слабость силы [Архівовано 13 березня 2012 у Wayback Machine.]
- Качели [Архівовано 13 березня 2012 у Wayback Machine.]
- Исав и Иаков [Архівовано 13 березня 2012 у Wayback Machine.]
- Актуальный архив [Архівовано 13 березня 2012 у Wayback Machine.]
- Политическое цунами [Архівовано 13 березня 2012 у Wayback Machine.]